# Pitcairnia calophylla
Pitcairnia calophylla är en gräsväxtart som beskrevs av Lyman Bradford Smith. Pitcairnia calophylla ingår i släktet Pitcairnia och familjen Bromeliaceae. Inga underarter finns listade i Catalogue of Life.